# Christoph Monschein
Christoph Monschein (Brunn am Gebirge, 22 de octubre de 1992) es un futbolista austriaco que juega en la demarcación de delantero para el First Vienna F. C. de la 2. Liga.

## Selección nacional
Hizo su debut con la selección de fútbol de Austria el 7 de septiembre de 2020 en un partido de la Liga de Naciones de la UEFA contra Rumania que finalizó con un resultado de 2-3 a favor del combinado rumano tras los goles de Christoph Baumgartner y Karim Onisiwo para Austria, y de Denis Alibec, Dragoș Grigore y Alexandru Maxim para Rumania.

## Clubes
| Club                            | País    | Año       | Partidos | Goles |
| ------------------------------- | ------- | --------- | -------- | ----- |
| SC Brunn am Gebirge             | Austria | 2009-2014 | 117      | 42    |
| ASK Ebreichsdorf                | Austria | 2014-2016 | 47       | 36    |
| F. C. Admira Wacker Mödling     | Austria | 2016-2017 | 49       | 18    |
| Austria de Viena                | Austria | 2017-2021 | 143      | 47    |
| LASK Linz                       | Austria | 2021-2022 | 13       | 2     |
| S. C. Rheindorf Altach (cedido) | Austria | 2022      | 14       | 3     |
| S. V. Ried                      | Austria | 2022-2023 | 30       | 6     |
| First Vienna F. C.              | Austria | 2023-     | 38       | 15    |